# Bitecta xanthura
Bitecta xanthura är en fjärilsart som beskrevs av Rothschild 1920. Bitecta xanthura ingår i släktet Bitecta och familjen björnspinnare. Inga underarter finns listade i Catalogue of Life.